# Leucadendron argenteum
Leucadendron argenteum, el árbol de plata (silver tree, silwerboom), es una especie amenazada en la familia Proteaceae, endémica a una pequeña área de la Península del Cabo, Stellenbosch, y Paarl en Sudáfrica, notablemente el área de Cabeza de León (Lion's Head) en el Jardín Botánico de Kirstenbosch.

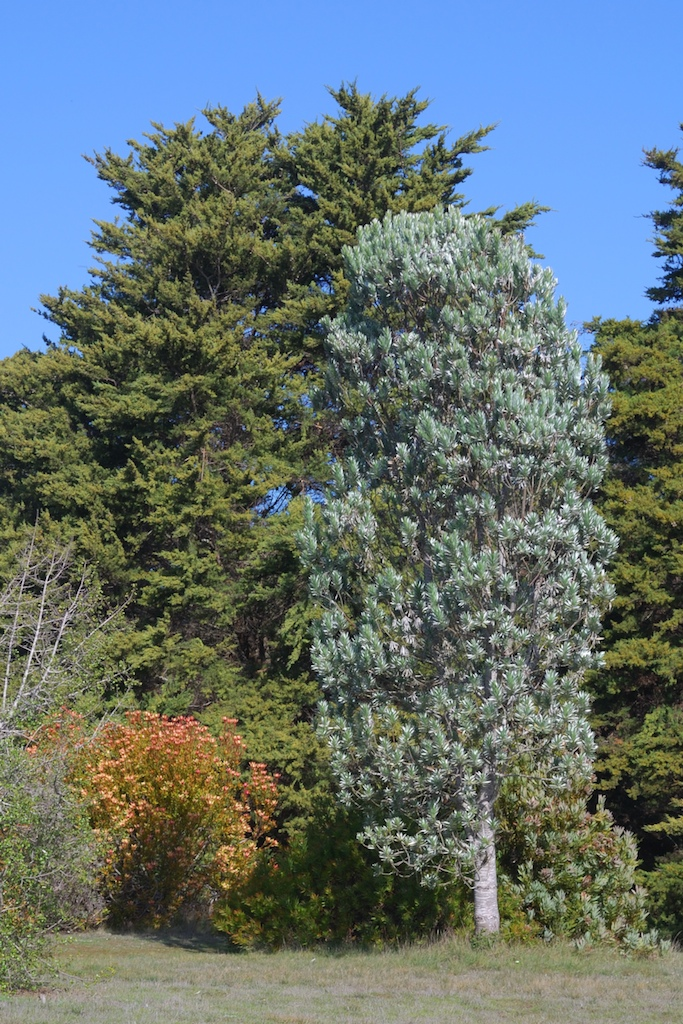
Espécimen bajo cultivo en el Arboretum de la Universidad de California, Santa Cruz.

.

## Descripción
Es un pequeño árbol perennifolio que crece a una altura de 5-7 m de alto, excepcionalmente hasta 16 m. Las hojas son lanceoladas, 8-15 cm de largo y 2 cm de ancho, con un distintivo tono plateado producido por los densos vellos sedosos. Las flores se producen en densas inflorescencias globosas de 4-5 cm de diámetro; es una especie dioica, con plantas macho y hembra separadas. El fruto es una estructura similar a un cono leñoso, contiene numerosas semillas; las semillas tienen un paracaídas con vellos sedosos parecido a la hélice de un helicóptero, habilitándolas para dispersarse por el viento.
Se ha estimado que un 40 a un 50 por ciento de la población nativa de esos árboles fue destruida entre el 26 y el 27 de enero de 2006 en el gran incendio en las montañas .  Sin embargo, un reclutamiento de plantitas solamente ocurre naturalmente después de un incendio en una etapa del ciclo de vida de las especies de Fynbos.  El reclutamiento después del incendio ha sido bueno, y la población se ha recuperado totalmente. Tomará sin embargo pocos años antes de que la población produzca semillas, durante ese tiempo la especie puede ser vulnerable a la extinción si se producen incendios posteriores.  

### Conservación
Un mayor disuasivo para la propagación del árbol de plata es su corto período de vida.  La mayoría de los individuos no viven más de 20 años.  Pero ese no es un problema para la conservación ya que los incendios rejuvenecen las poblaciones cada 15-20 años al matar los adultos sobrevivientes y estimular los bancos de semillas almacenados en las copas (en los conos) para que se liberen y germinen. Los árboles jóvenes tardan 5-7 años en florecer y producir semilla, después las poblaciones están listas para recibir fuego otra vez.

### Heráldica
Estilizadas ramitas del árbol de plata [sic] aparecen en el escudo de armas del Municipio de South Peninsula de Sudáfrica.

## Taxonomía
Leucadendron argenteum fue descrita por Carlos Linneo Robert Brown y publicado en Transactions of the Linnean Society of London 10: 50. 1810.
Sinonimia
- Protea argentea L.	[2]